# Det himmelska Jerusalem
Det himmelska Jerusalem är den nya eviga staden i himmelriket på jorden som kommer efter Kristi återkomst enligt Uppenbarelseboken i Bibeln.